# Change of Heart
«Change of Heart», es una canción interpretada por la cantante estadounidense Cyndi Lauper, incluida en su segundo álbum de estudio, True Colors (1986). La compaña discográfica Epic Records la publicó como segundo sencillo del álbum el 1 de noviembre de 1986. También figura en sus álbumes recopilatorios: Twelve Deadly Cyns... and Then Some (1994) y en The Essential Cyndi Lauper (2003). Compuesta por Essra Mohawk y Lauper y producida por Lennie Petze y la intérprete. En un inicio se había escrito una canción de rock and roll, titulada «Follow Your Heart», pero la rechazó, siendo la Madonna la que la aceptó para su tercer álbum de estudio, True Blue.  

## Personal
- Cyndi Lauper - coproducción, voz
- Essra Mohawk - composición de canciones
- Lennie Petze - coproducción
- Shep Pettibone - mezclar
- Nile Rodgers - guitarra
- Los Latin Rascals - edición
- Steve Peck - ingeniero
- Los brazaletes (the Bangles) - coros

Créditos adaptados de las notas del álbum.

## Gráficos
Es el segundo sencillo lanzado por Cyndi Lauper de su segundo álbum, True Colors (1986). Publicado el 11 de noviembre de 1986, El sencillo fue disco de oro en los Estados Unidos y alcanzó el puesto #3 en el Billboard Hot 100. La canción se ha convertido en una de las favoritas de los fanes.
Populares remezclas a cargo de Shep Pettibone también fueron liberados. Un video musical fue filmado en Trafalgar Square en Londres. Cuenta con Lauper y su banda interpretando la canción en frente de un grupo numeroso de personas.
The Bangles cantó coros en la grabación original.

## Canciones

### 12" Vinilo
| N.º | Título                               | Escritor(es)               | Duración |  |
| 1.  | «Change of Heart» (Extended Version) | Essra Mohawk, Cyndi Lauper | 7:52     |  |
| 2.  | «Heart Beats»                        | Mohawk, Lauper             | 4:49     |  |
| 3.  | «Change of Heart» (Instrumental)     | Mohawk, Lauper             | 5:52     |  |
| 4.  | «Witness»                            | Lauper, John Turi          | 3:38     |  |

## Versiones oficiales
1. Edit Version 3:58
2. Extended Version 7:52
3. Heartbeats 4:49
4. Instrumental 5:52
5. AOR Mix 4:24